# Eleições regionais no País Basco em 1990
As eleições regionais no País Basco em 1990 foram realizadas a 28 de Outubro e, serviram para eleger os 75 deputados ao Parlamento Regional.
Os resultados deram uma vitória clara ao Partido Nacionalista Basco, que conquistou 28,5% dos votos e 22 deputados, ultrapassando, assim, o PSE em deputados.
Por outro lado, o Partido Socialista do País Basco, caiu em votos e deputados, ficando-se pelos 19,9% dos votos e 16 deputados.
O Herri Batasuna, manteve a sua força eleitoral, reforçando-se em votos, conquistando 18,3% dos votos e mantendo 13 deputados.
O Eusko Alkartasuna, teve uma queda eleitoral, perdendo 4 deputados, ficando-se pelos 11,4% dos votos e 9 deputados.
O Partido Popular, sucessor da Aliança Popular, obteve um excelente resultado, conquistando 8,2% e 6 deputados, enquanto que, a Esquerda Basca, sofreu uma perda de votos e deputados, ficando-se pelos 7,8% e 6 deputados.
Por fim, destacar os 3 deputados conquistados pela Unidade Alavesa, defensor do regionalismo de Álava e sendo contra o nacionalismo basco.
Após as eleições, o governo de coligação entre PNV-PSE, foi renovado e manteve-se no poder regional.

## Resultados Oficiais
| Partido                 | Partido                          | Votos     | %               | +/-   | Deputados | +/-     |
| ----------------------- | -------------------------------- | --------- | --------------- | ----- | --------- | ------- |
|                         | Partido Nacionalista Basco       | 289 701   | 28,28 / 100,00  | 4,68  | 22 / 75   | 5       |
|                         | Partido Socialista do País Basco | 202 736   | 19,79 / 100,00  | 2,16  | 16 / 75   | 3       |
|                         | Herri Batasuna                   | 186 410   | 18,20 / 100,00  | 0,80  | 13 / 75   | Estável |
|                         | Eusko Alkartasuna                | 115 703   | 11,30 / 100,00  | 4,47  | 9 / 75    | 4       |
|                         | Partido Popular                  | 83 719    | 8,17 / 100,00   | 3,33  | 6 / 75    | 4       |
|                         | Esquerda Basca                   | 79 105    | 7,72 / 100,00   | 3,11  | 6 / 75    | 3       |
|                         | Esquerda Unida                   | 14 440    | 1,41 / 100,00   | 0,82  | 0 / 75    | Estável |
|                         | Unidade Alavesa                  | 14 351    | 1,40 / 100,00   | Novo  | 3 / 75    | Novo    |
|                         | Outro                            | 30 554    | 2,99 / 100,00   |       | 0 / 75    |         |
| Votos Inválidos         | Votos Inválidos                  | 12 743    | 1,24 / 100,00   | 0,21  |           |         |
| Total                   | Total                            | 1 029 457 | 100,00 / 100,00 |       | 75 / 75   |         |
| Eleitorado/Participação | Eleitorado/Participação          | 1 687 936 | 60,99 / 100,00  | 8,63  |           |         |
| Fonte                   | Fonte                            | [ 9 ]     | [ 9 ]           | [ 9 ] | [ 9 ]     | [ 9 ]   |

## Resultados por Províncias
| Província  | %     | D   | %     | D   | %     | D  | %     | D  | %     | D  | %    | D  | %     | D  | D  | Votantes  |
| Província  | PNV   | PNV | PSE   | PSE | HB    | HB | EA    | EA | PP    | PP | EE   | EE | UA    | UA | D  | Votantes  |
| ---------- | ----- | --- | ----- | --- | ----- | -- | ----- | -- | ----- | -- | ---- | -- | ----- | -- | -- | --------- |
| Álava      | 22,31 | 6   | 21,17 | 6   | 12,70 | 3  | 8,13  | 2  | 10,83 | 3  | 6,71 | 2  | 11,05 | 3  | 25 | 127 910   |
| Biscaia    | 34,37 | 10  | 19,94 | 5   | 16,22 | 4  | 8,00  | 2  | 8,62  | 2  | 7,30 | 2  | 0,03  | -  | 25 | 564 162   |
| Guipúscoa  | 20,37 | 6   | 19,02 | 5   | 23,58 | 6  | 17,99 | 5  | 6,42  | 1  | 8,81 | 2  | 0,04  | -  | 25 | 337 385   |
| País Basco | 28,28 | 22  | 19,79 | 16  | 18,20 | 13 | 11,30 | 9  | 8,17  | 6  | 7,72 | 6  | 1,40  | 3  | 75 | 1 029 457 |

### Álava
| Partido                 | Partido                          | Votos   | %               | +/-   | Deputados | +/-     |
| ----------------------- | -------------------------------- | ------- | --------------- | ----- | --------- | ------- |
|                         | Partido Nacionalista Basco       | 28 341  | 22,31 / 100,00  | 2,22  | 6 / 25    | 1       |
|                         | Partido Socialista do País Basco | 26 894  | 21,17 / 100,00  | 3,71  | 6 / 25    | 1       |
|                         | Herri Batasuna                   | 16 139  | 12,70 / 100,00  | 0,10  | 3 / 25    | Estável |
|                         | Unidade Alavesa                  | 14 034  | 11,05 / 100,00  | Novo  | 3 / 25    | Novo    |
|                         | Partido Popular                  | 13 758  | 10,83 / 100,00  | 3,98  | 3 / 25    | 1       |
|                         | Eusko Alkartasuna                | 10 332  | 8,13 / 100,00   | 6,41  | 2 / 25    | 2       |
|                         | Esquerda Basca                   | 8 526   | 6,71 / 100,00   | 4,21  | 2 / 25    | 1       |
|                         | Centro Democrático e Social      | 2 436   | 1,92 / 100,00   | 6,08  | 0 / 25    | 2       |
|                         | Esquerda Unida                   | 1 451   | 1,14 / 100,00   | 0,83  | 0 / 25    | Estável |
|                         | Outro                            | 4 121   | 3,24 / 100,00   |       | 0 / 25    |         |
| Votos Inválidos         | Votos Inválidos                  | 1 878   | 1,48 / 100,00   | 0,28  |           |         |
| Total                   | Total                            | 127 910 | 100,00 / 100,00 |       | 25 / 25   |         |
| Eleitorado/Participação | Eleitorado/Participação          | 212 351 | 60,24 / 100,00  | 10,04 |           |         |

### Biscaia
| Partido                 | Partido                          | Votos   | %               | +/-  | Deputados | +/-     |
| ----------------------- | -------------------------------- | ------- | --------------- | ---- | --------- | ------- |
|                         | Partido Nacionalista Basco       | 192 903 | 34,37 / 100,00  | 5,56 | 10 / 25   | 2       |
|                         | Partido Socialista do País Basco | 111 920 | 19,94 / 100,00  | 2,54 | 5 / 25    | 1       |
|                         | Herri Batasuna                   | 91 047  | 16,22 / 100,00  | 0,27 | 4 / 25    | Estável |
|                         | Partido Popular                  | 48 405  | 8,62 / 100,00   | 3,48 | 2 / 25    | 1       |
|                         | Eusko Alkartasuna                | 44 922  | 8,00 / 100,00   | 3,75 | 2 / 25    | 1       |
|                         | Esquerda Basca                   | 40 983  | 7,30 / 100,00   | 2,91 | 2 / 25    | 1       |
|                         | Esquerda Unida                   | 9 609   | 1,71 / 100,00   | 0,92 | 0 / 25    | Estável |
|                         | Outro                            | 17 771  | 3,16 / 100,00   |      | 0 / 25    |         |
| Votos Inválidos         | Votos Inválidos                  | 6 602   | 1,18 / 100,00   | 0,25 |           |         |
| Total                   | Total                            | 564 162 | 100,00 / 100,00 |      | 25 / 25   |         |
| Eleitorado/Participação | Eleitorado/Participação          | 931 996 | 60,53 / 100,00  | 9,24 |           |         |

### Guipúscoa
| Partido                 | Partido                          | Votos   | %               | +/-  | Deputados | +/-     |
| ----------------------- | -------------------------------- | ------- | --------------- | ---- | --------- | ------- |
|                         | Herri Batasuna                   | 79 224  | 23,58 / 100,00  | 1,97 | 6 / 25    | Estável |
|                         | Partido Nacionalista Basco       | 68 457  | 20,37 / 100,00  | 4,39 | 6 / 25    | 2       |
|                         | Partido Socialista do País Basco | 63 922  | 19,02 / 100,00  | 0,92 | 5 / 25    | 1       |
|                         | Eusko Alkartasuna                | 60 449  | 17,99 / 100,00  | 5,14 | 5 / 25    | 1       |
|                         | Esquerda Basca                   | 29 596  | 8,81 / 100,00   | 3,05 | 2 / 25    | 1       |
|                         | Partido Popular                  | 21 556  | 6,42 / 100,00   | 2,85 | 1 / 25    | 1       |
|                         | Esquerda Unida                   | 3 380   | 1,01 / 100,00   | 0,67 | 0 / 25    | Estável |
|                         | Outro                            | 6 543   | 1,95 / 100,00   |      | 0 / 25    |         |
| Votos Inválidos         | Votos Inválidos                  | 4 258   | 1,27 / 100,00   | 0,17 |           |         |
| Total                   | Total                            | 337 385 | 100,00 / 100,00 |      | 25 / 25   |         |
| Eleitorado/Participação | Eleitorado/Participação          | 543 589 | 62,07 / 100,00  | 7,06 |           |         |